# Fourneaux (Loire)
Fourneaux is een gemeente in het Franse departement Loire (regio Auvergne-Rhône-Alpes) en telt 632 inwoners (2005). De plaats maakt deel uit van het arrondissement Roanne.

## Geschiedenis
De gemeente behoorde tot de Franse Revolutie toe tot de Beaujolais en was onderverdeeld in verschillende heerlijkheden, waaronder de heerlijkheid L'Aubépin en de heerlijkheid Coppiers.

## Geografie
De oppervlakte van Fourneaux bedraagt 12,3 km², de bevolkingsdichtheid is 51,4 inwoners per km².
De onderstaande kaart toont de ligging van Fourneaux (Loire) met de belangrijkste infrastructuur en aangrenzende gemeenten.

## Demografie
Onderstaande figuur toont het verloop van het inwonertal (bron: INSEE-tellingen).

1. ↑  Populations de référence 2022.